# Take Me Tonight
Take Me Tonight ist ein Popsong von Alexander Klaws. Das von Dieter Bohlen geschriebene Stück war der Siegertitel der ersten Staffel von Deutschland sucht den Superstar im Jahr 2003.

## Produktion und Rezeption
Das Lied wurde von Dieter Bohlen komponiert, getextet und produziert, der auch Juror der Sendung war. Es wurde im Finale von Juliette Schoppmann und dem Sieger Alexander Klaws gesungen, der ihn im Anschluss als Single sowie auf seinem Debütalbum Take Your Chance veröffentlichte. Die Single wurde über eine Million Mal verkauft. Das Musikvideo wurde in Tschechien auf dem Prager Hauptbahnhof gedreht.
Für das  Album Für alle Zeiten wurde 2011 eine neue Version veröffentlicht. 2015 hat er für sein Album Auf die Bühne, fertig, los! gemeinsam mit der Lumberjack Big Band eine Big-Band-Version eingespielt. Klaws singt den Song auf Konzerten auch als Rock- und Reggaeversion.
Die Kritiken zum Lied reichen von „gefühlvolle Ballade“ bis zu „schnulzenhaft dahin gehauchte Zeilen“.

## Plagiatsvorwürfe
Schon bald nach der Veröffentlichung wurden Plagiatsvorwürfe gegen Dieter Bohlen erhoben. Er habe Take Me Tonight von Ciao Ciao Bambina von Domenico Modugno abgekupfert.  Den Verdacht äußerte auch Christian Bruhn in der MusikWoche. In einer Analyse von Professor Paul W. Hertin kam dieser  zu dem Ergebnis, dass bei der Melodie „von 19 Noten, 17 Noten ... im Plagiat absolut identisch seien“. Auch beim Arrangement halte sich der Song hinsichtlich des Melodieverlaufs nahezu sklavisch an die Vorlage von Modugno. Die beiden Lieder werden deshalb auch als universitäres Beispiel genutzt.

## Chartplatzierungen
| Jahr | Titel Album                      | Höchstplatzierung, Gesamtwochen, AuszeichnungChartplatzierungen (Jahr, Titel, Album, Platzierungen, Wochen, Auszeichnungen, Anmerkungen) | Höchstplatzierung, Gesamtwochen, AuszeichnungChartplatzierungen (Jahr, Titel, Album, Platzierungen, Wochen, Auszeichnungen, Anmerkungen) | Höchstplatzierung, Gesamtwochen, AuszeichnungChartplatzierungen (Jahr, Titel, Album, Platzierungen, Wochen, Auszeichnungen, Anmerkungen) | Anmerkungen                                               |
| Jahr | Titel Album                      | DE | AT | CH | Anmerkungen                                               |
| ---- | -------------------------------- | --- | --- | --- | --------------------------------------------------------- |
| 2003 | Take Me Tonight Take Your Chance | DE1 ×5Fünffachgold · (14 Wo.)DE | AT2 Platin · (17 Wo.)AT | CH1 Gold · (14 Wo.)CH | Erstveröffentlichung: 14. März 2003 Verkäufe: + 1.000.000 |